# 2285 f.Kr.
| 2285 f.Kr.         |
| ------------------ |
| Dødsfald - Fødsler |
|                    |

## Født
- Enheduanna, Mesopotamsk kongedatter, ypperstepræstinde og verdens ældste kendte forfatter (død 2250 f.Kr.).

| År | Spire Denne artikel om et år, årti, århundrede eller årtusinde er en spire som bør udbygges. Du er velkommen til at hjælpe Wikipedia ved at udvide den. |